# Døden (film)
 For alternative betydninger, se Døden. (Se også artikler, som begynder med Døden)
Døden er en dansk stumfilm fra 1910 produceret af Regia Kunstfilms Kompagni efter manuskript af den kongelige balletdanser Holger Holm. Filmens instruktør er ukendt.
Filmen havde dansk biografpremiere i Panoptikon i København den 1. juli 1910.

## Handling
En ung forelsket kvinde, bliver sindsyg af sorg, fordi hun har svigtet sin tidligere kæreste, og hun danser sig selv til døde.

## Medvirkende
- Emilie Sannom
- Robert Schmidt
- Henning Holm